# 愛まで待てない
『愛まで待てない』（あいまでまてない）は、日本の歌手である沢田研二の33作目となるオリジナル・アルバム。
1996年9月19日に東芝EMI/イーストワールドよりリリース、2003年にJULIE LABELより再発。

## 解説
本作は沢田のデビュー30周年記念アルバムで、早川タケジのデザインによるピンクを基調とした派手なジャケットの裏面に「30th JULIE KENJI SAWADA 1966-1996」と書かれたロゴが特記されている。
作家陣も玉置浩二（同年CMで共演）や吉幾三などこれまでにない起用を見せた。9曲目「30th Anniversary Club Soda」にはコーラスで作詞の覚和歌子が参加している。
またこの年、本作以外に過去作品（再発売）やベスト盤など活発なリリースが行われ、その傾向は翌1997年まで続いた。ちなみに過去作品32タイトルを一定数購入すると、「B面コレクション」（3枚組）と「ライブセレクション」が貰えるという特典があった。なお「B面コレクション」は後にライブ会場とファンクラブで通信販売された。
なおこの年の全国ツアーでも「30周年」は大々的に謳われ、セットリストではデビュー前にカバーした洋楽やヒット曲も演奏された。コンサート会場限定でアナログ盤も発売された。

## 収録曲
1. 愛しい勇気
  - 作詞:朝水彼方／作曲:八島順一／編曲:大村憲司
2. 愛まで待てない
  - 作詞:覚和歌子／作曲:吉田光／編曲:白井良明
3. 強いHEART
  - 作詞:沢田研二／作曲:玉置浩二／編曲:大村憲司
4. 恋して破れて美しく
  - 作詞・作曲:吉幾三／編曲:白井良明
5. 嘆きの天使
  - 作詞:覚和歌子／作曲:八島順一／編曲:小林信吾
6. キスまでが遠い
  - 作詞:朝水彼方／作曲:吉田光／編曲:大村憲司
7. MOON NOUVEAU
  - 作詞:沢田研二／作曲:萩京子／編曲:白井良明
8. 子猫ちゃん
  - 作詞:西尾佐栄子・沢田研二／作曲:朝本浩文／編曲:白井良明
9. 30th Anniversary Club Soda
  - 作詞:覚和歌子／作曲:朝本浩文／編曲:白井良明
10. いつか君は
  - 作詞:覚和歌子／作曲・編曲:大村憲司